# Christian Hesse (Historiker)
Christian Hesse (* 11. September 1961 in Zürich) ist ein Schweizer Historiker.

## Leben

### Akademische Laufbahn
Christian Hesse studierte von 1981 bis 1987 Allgemeine Geschichte, Kunstgeschichte und Chemie an der Universität Zürich. Er war in der kantonalen Denkmalpflege Zürich tätig. Von 1988 bis 1990 war er Assistent am Lehrstuhl für mittelalterliche Geschichte der Universität Zürich. Im Jahr 1990 wurde er dort mit einer verfassungs- und sozialgeschichtlichen Arbeit über das mittelalterliche Chorherrenstift St. Mauritius in Zofingen promoviert. Sein Doktorvater war Ludwig Schmugge. Von 1990 bis 1998 war er Assistent am Historischen Institut der Universität Bern. Im Jahr 1998 war er Postdoktorand am Graduiertenkolleg „Mittelalterliche und neuzeitliche Staatlichkeit“ an der Universität Gießen. 
Von 1998 bis 2001 war er Leiter des Nationalfonds-Projektes „Fürstliche Amtsträger im spätmittelalterlichen Reich“. Von 2002 bis 2008 war er leitender Mitarbeiter im Nationalfonds-Projekt „Gelehrte im Reich“. 2003 erfolgte die Habilitation an der Universität Bern über Amtsträger der Fürsten im spätmittelalterlichen Reich. Im Jahr 2008 lehnte er einen Ruf an die Universität Jena ab. 
Seit 1. September 2008 lehrt Hesse als Professor für mittelalterliche Geschichte an der Universität Bern. Hesse ist Mitglied im Konstanzer Arbeitskreis für mittelalterliche Geschichte und seit 2013 bei der Historischen Kommission bei der Bayerischen Akademie der Wissenschaften.

### Forschungsschwerpunkte
Seine Forschungsschwerpunkte sind unter anderem die Sozial- und Wirtschaftsgeschichte des Adels, die Verwaltungs-, Sozial- und Verfassungsgeschichte des Spätmittelalters, die Universitäts- und Bildungsgeschichte des Spätmittelalters und der Frühen Neuzeit. Hesse verfasste Arbeiten zu Karrieren spätmittelalterlicher Geistlicher und zu Universitätsbesuchern. 
Mit seiner Dissertation verfolgt er das Ziel einer Darstellung und Verfassung der Sozialstruktur des Chorherrenstiftes St. Mauritius in Zofingen. Als „frühester glaubwürdiger schriftlicher Hinweis“ kann das Jahr 1201 für eine Chorherrengemeinschaft in Zofingen angesehen werden. Bei der geographischen Herkunft der Chorherren konnte er zeigen, dass in den ersten Jahrzehnten (bis 1317) die Pfründeninhaber vor allem aus dem Raum Zofingen, „aus dem lokalen, mit der Herrschaft verbundenen Adel“ kamen. Für den Zeitraum von 1318 bis 1349 kamen die Chorherren aus dem Dreieck Zofingen – Konstanz – Basel. Im Frühjahr 2016 organisierte er eine Reichenau-Tagung des Konstanzer Arbeitskreises für mittelalterliche Geschichte mit dem Thema „Ständische Grenzüberschreitungen“. Den Tagungsband gab Hesse 2021 heraus. 
Hesse veröffentlichte 2017 für den „Gebhardt“, das grundlegende Handbuch zur deutschen Geschichte, den Abschnitt über die Zeit der Luxemburger Könige bis zur Wahl Sigismunds (1346–1410).

## Schriften
Monographien
- Synthese und Aufbruch (1346–1410) (= Gebhardt. Handbuch der deutschen Geschichte. Band 7b). 10., völlig neu bearbeitete Auflage. Klett-Cotta, Stuttgart 2017, ISBN 978-3-608-60072-8.
- Amtsträger der Fürsten im spätmittelalterlichen Reich. Die Funktionseliten der lokalen Verwaltung in Bayern-Landshut, Hessen, Sachsen und Württemberg 1350–1515 (= Schriftenreihe der Historischen Kommission bei der Bayerischen Akademie der Wissenschaften. Bd. 70). Vandenhoeck & Ruprecht, Göttingen 2005, ISBN 3-525-36063-0 (Digitalisat).
- St. Mauritius in Zofingen. Verfassungs- und sozialgeschichtliche Aspekte eines mittelalterlichen Chorherrenstiftes (= Veröffentlichungen zur Zofinger Geschichte. Bd. 2). Sauerländer, Aarau u. a. 1992, ISBN 3-7941-3602-0.

Herausgeberschaften
- Ständische Grenzüberschreitungen (= Vorträge und Forschungen. Band 92). Thorbecke, Ostfildern 2021, ISBN 978-3-7995-6892-0 (online).
- mit Martina Stercken: Kommunale Selbstinszenierung. Städtische Konstellationen zwischen Mittelalter und Neuzeit (= Medienwandel, Medienwechsel, Medienwissen. Band 40). Chronos, Zürich 2018, ISBN 978-3-0340-1435-9.
- mit Regula Schmid und Roland Gerber: Eroberung und Inbesitznahme. Die Eroberung des Aargaus 1415 im europäischen Vergleich. Thorbecke, Ostfildern 2017, ISBN 3-7995-1243-8.